# Kalifornienkondor
Kalifornienkondor (Gymnogyps californianus) är en nordamerikansk rovfågel i familjen kondorer (Cathartidae) och ensam nu levande art i sitt släkte Gymnogyps. 

## Utseende
Kalifornienkondor är den största fågeln som lever på den nordamerikanska kontinenten. Dess kroppslängd är 117–135 cm och den har ett vingspann på i genomsnitt 2,8 meter. Kalifornienkondor väger mellan 7 och 14 kg, men den genomsnittliga vikten är mellan 8 och 9 kg. De flesta mätningar är från fåglar som fötts upp i fångenskap. I motsats till de flesta arter av rovfågel är honan mindre än hanen. 
Fjäderdräkten är svart med vita fläckar på undersidan av vingarna och huvudet är i stort sett kalt, med skinn som varierar från grått på juvenila fåglar till gult och skarpt orange på häckande adulta individer.

## Utbredning
Kalifornienkondor förekommer i norra Arizona, södra Utah (inklusive Grand Canyon och Zion National Park), i bergsområdena vid kusten i mellersta och södra Kalifornien och i norra Baja California.

## Ekologi
Kalifornienkondor är en asätare och äter stora mängder kadaver. Den är en av världens mest långlivade fåglar, med en livslängd på upp till 60 år.

## Kalifornienkondor och människan

### Status och hot
Antalet kalifornienkondorer minskade dramatiskt under 1900-talet på grund av äggstöld, blyförgiftning och långtgående förändringar av deras livsmiljö. Myndigheterna i USA påbörjade ett bevarandeprogram som bland annat innebar att de 22 kvarvarande vilda kondorerna fångades in 1987. Dessa överlevande fåglar avlades vid San Diego Zoo Safari Park och Los Angeles Zoo. Antalet steg genom denna uppfödning i fångenskap, och med början 1991 har kondorer placerats ut i det vilda igen. Kalifornienkondor är en av världens mest sällsynta arter. I maj 2012 var antalet kända kondorer 405, varav 226 levde i det vilda och 179 i fångenskap.

### I kulturen
Den här kondoren har signifikant betydelse för många kaliforniska indiangrupper och spelar en viktig roll i deras religiösa myter.